# Trg Borisa Kraigherja, Maribor
Trg Borisa Kraigherja v Mariboru je nastal v začetku 70. let 20. stoletja. Leta 1972 je dobil današnje ime. Ime je dobil po politiku in (rezervnemu) generalpodpolkovniku Borisu Kraigherju - Janezu (1914 - 1967), ki je bil obsojen na 2 leti in pol zapora zaradi komunističnega delovanja v letu 1934.